# Aderras
Aderras är en ort i Marocko.   Den ligger i regionen Marrakech-Safi, 400 km sydväst om huvudstaden Rabat.